# Highgate (wijk)
Highgate is een wijk in het Londense bestuurlijke gebied Camden, in de regio Groot-Londen.

## Geboren
- John Betjeman (1906-1984), Engelse dichter van Nederlandse afkomst
- Rod Stewart (1945), rockzanger

## Galerij

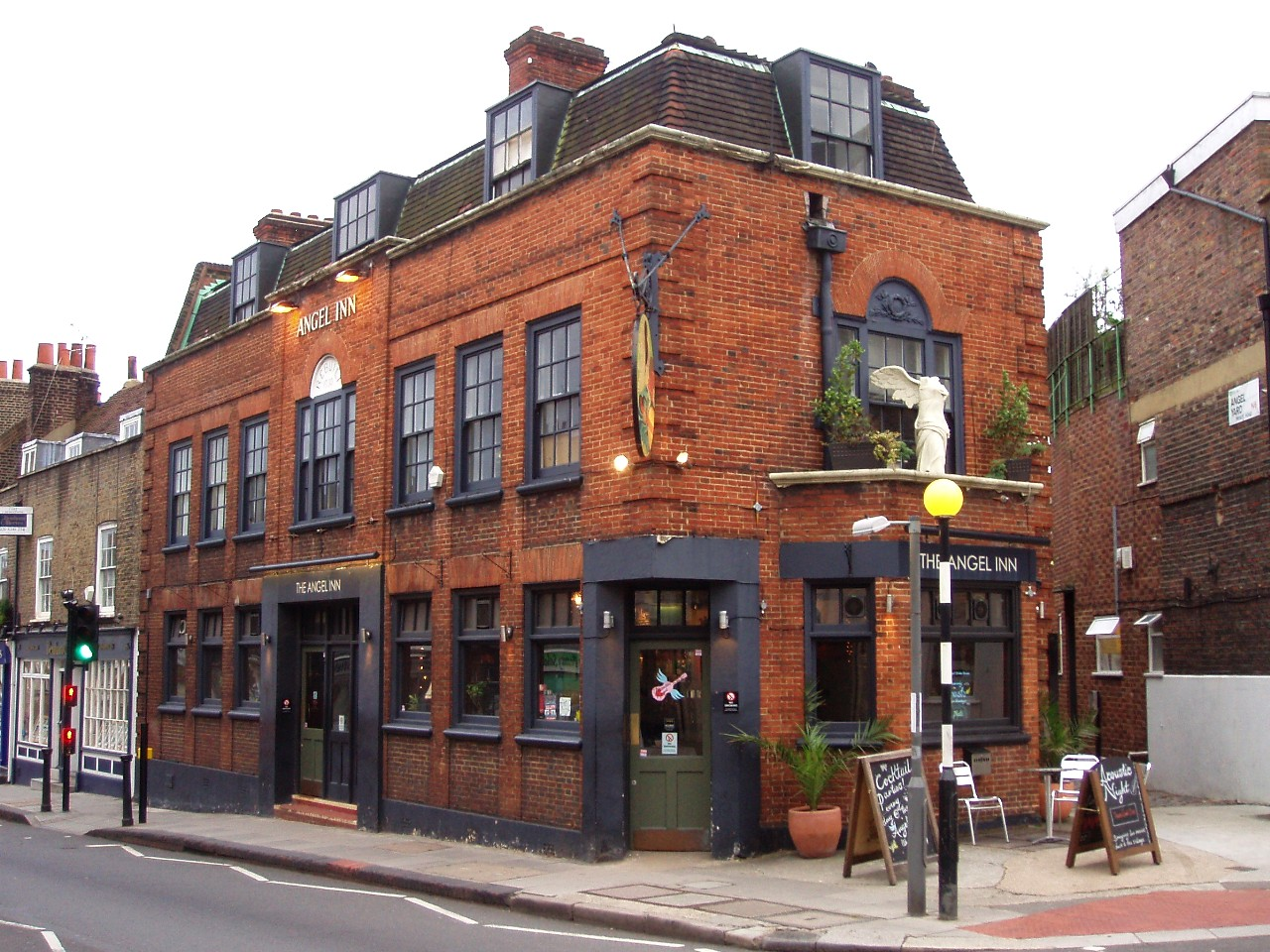
Angel Inn
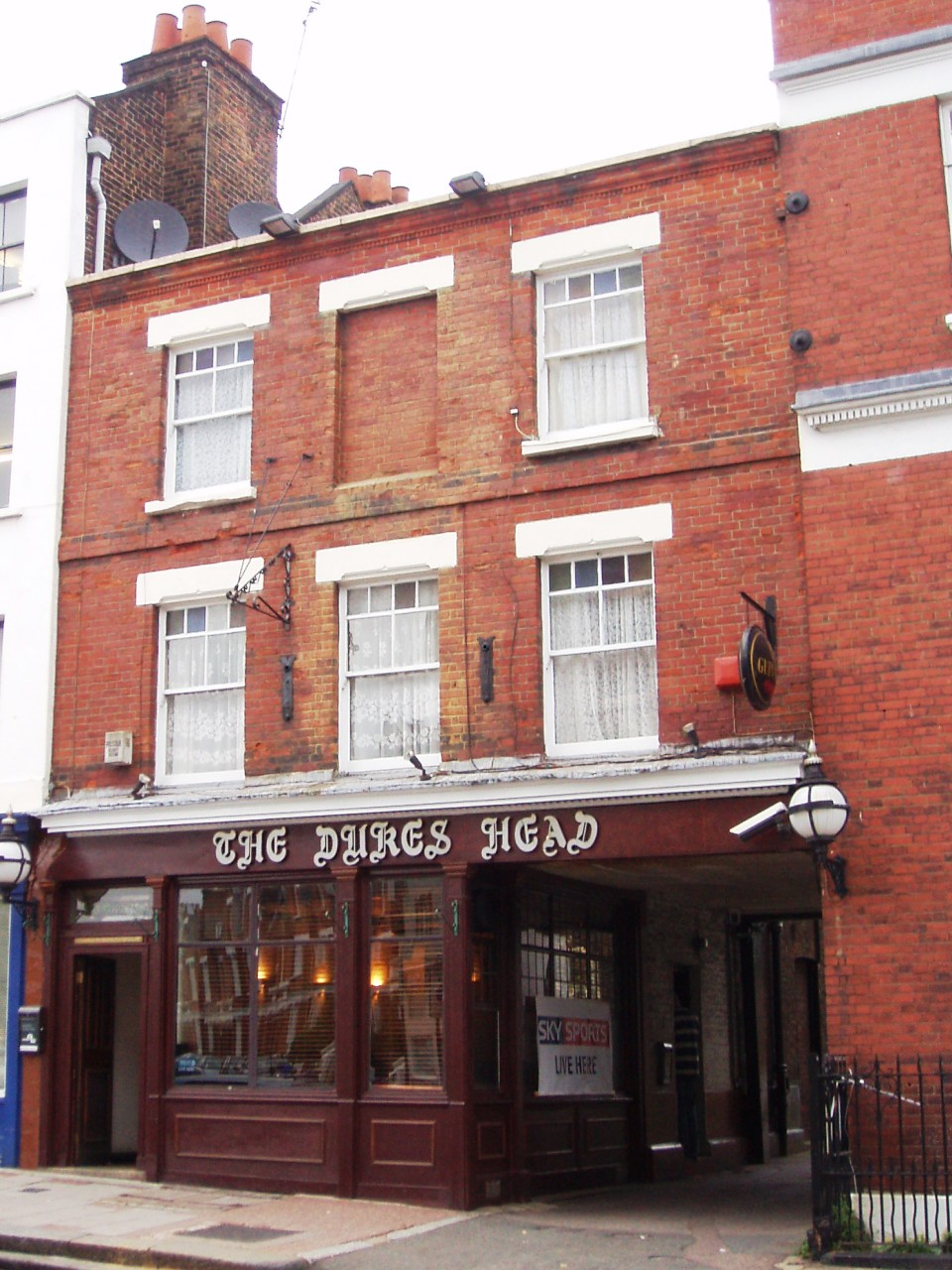
Dukes Head
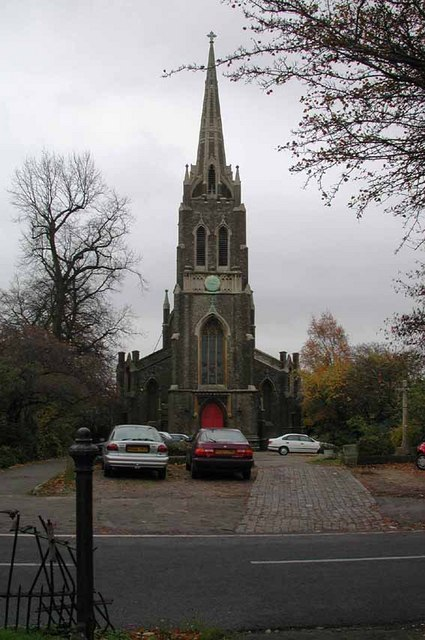
St Michael, gelegen aan de South Grove
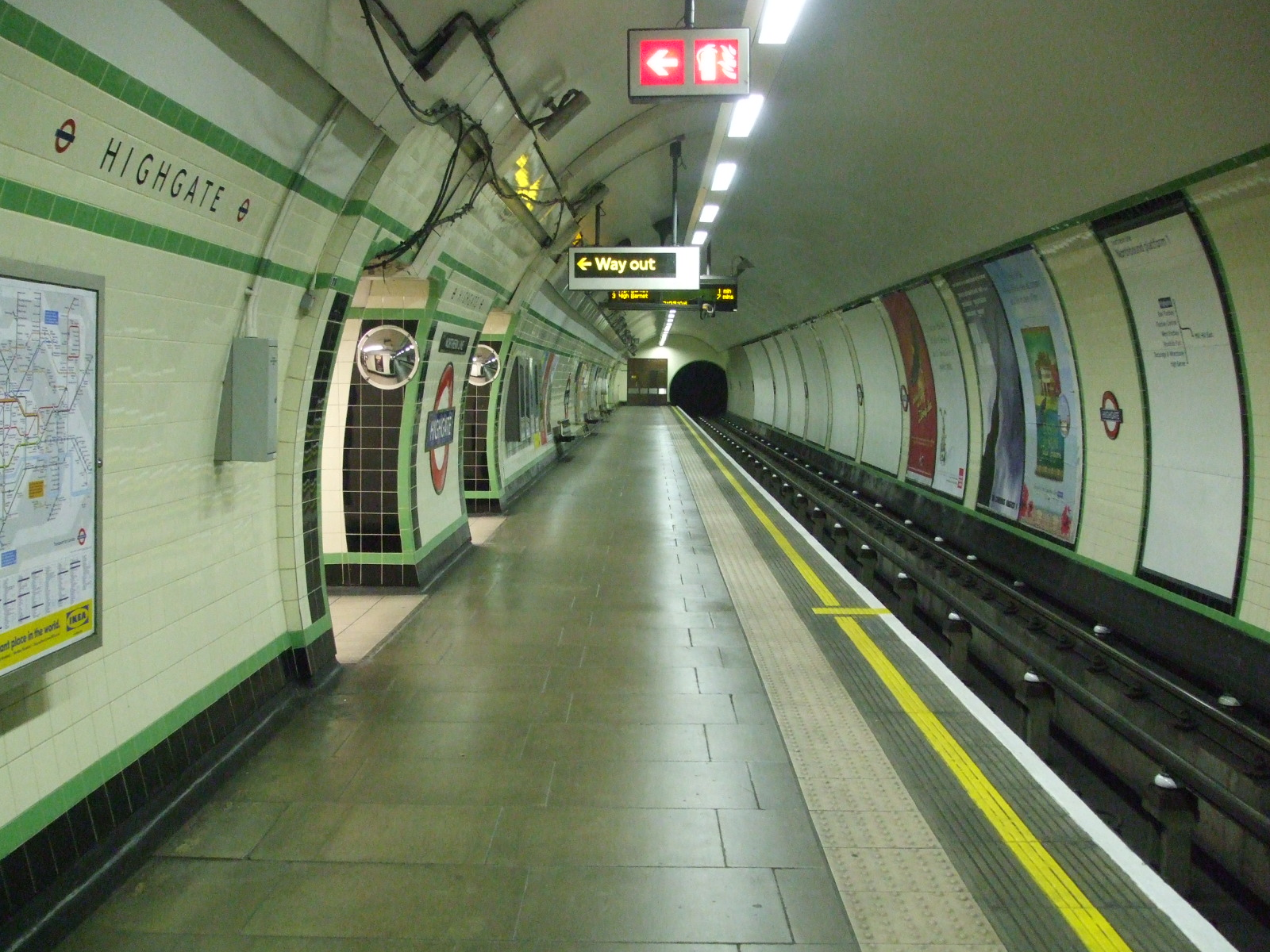
Highgate metrostation